# Eudonia formosa
Eudonia formosa là một loài bướm đêm trong họ Crambidae.